# Jonchery
Jonchery település Franciaországban, Haute-Marne megyében. Lakosainak száma 960 fő (2022. január 1.). Jonchery Blaisy, Bologne, Brethenay, Chaumont, Condes, Euffigneix, Gillancourt, Meures, Sexfontaines és Villiers-le-Sec községekkel határos.

## Népesség
A település népességének változása:
| Lakosok száma | 255  | 780  | 727  | 929  | 1028 | 1031 | 1014 | 995  | 983  | 960  |
|               | 1968 | 1982 | 1990 | 2006 | 2013 | 2015 | 2017 | 2019 | 2020 | 2022 |